# Историја Израела
За историју пре државе Израел види Историја Палестине
Држава Израел (хеб. מדינת ישראל Medinat Yisrael) је службени назив земље, а њена модерна историја почиње у 19. веку када почиње да се буди јеврејска национална свест, што ће у новим међународним околностима, након два светска рата, и довести до успостављања нове државе на Блиском истоку.
У појму Израел (егип. ysrys; угарит. yśril; хеб. ישראל [yisra'el]; грч. ἰσραήλ; лат. israel) садржан је низ разних значења: надимак једног од праотаца Јевреја, по имену Јаков; израелски народ; назив северног краљевства, од Соломона до пада под асирску власт; назив земље који се поклапа с називом Палестина; име модерне државе Израел.

## Древни Израел и Јудеја
Израел се први пут спомиње у историјским списима у каменорезу фараона Мернептаха из 1230. п. н. е. У 10. веку пре нове ере долази до формирања уједињеног краљевства Израела, које за време владавине Давида поставља Јерусалим као своју престолницу. Археолошка открића последњих година из дела Јерусалима, познатијег као Давидов град, потврђују постојање импозантне палате из тог доба, за коју њен проналазач Ејлат Мазар сматра да представља део Давидове резиденције. Након смрти краља Соломона, за кога се везује изградња првог јерусалимског храма, познатијег као Соломонов храм долази до распада уједињеног краљевства Израела и формирања две државе: Јудеје са Јерусалимом као главним градом, и Израела са Самаријом као престоницом. Израел је током овог историјског периода имао доминантну позицију и по асиријским записима, попут Монолита из Каркара, био је један од главних савезника Асирије.Моавски или Мешин монолит је древни каменорез из 9. века пре нове ере који представља најстарији запис о Богу Израела, Јахви, као и о борбама које је Израел водио са суседним народима. Израел је уништен 722. п. н. е. од стране Асирије, а 10 од 12 племена Израела одведено је у ропство и нестало у историјском контексту.
Јудејска држава која је обухватала 2 јужна племена, формирала се као значајан фактор у региону у 9 веку пре нове ере. За разлику од северног Израела, где је поред Јахвизма, постојало и политеистичко веровање, Јахвизам је посебно након уништења Израела, постао доминантно обележје Јудеје. Свој Врхунац Јудеја достиже за време владавине Језекиља, што се манифестује кроз импозантне градитељске подухвате попут Језекиљиног тунела-акведукта, широког одбрамбеног јерусалимског зида, или из Асиријских записа какав је Портал о Лакишу. Јудејска држава бива уништена од стране Вавилона 586. п. н. е., њено становништво бива расељено и тада починње прва јеврејска дијаспора.
Након слома Вавилона од стране Персије, под вођством Езре и Нехемије, расељено јудејско становништво враћа се назад. Територија Јудеје потпада под грчку власт 333. п. н. е., али се јеврејска државност успоставља поново након устанка Макебајаца 165. п. н. е.. Тада долази до формирања Хашмонејске краљевине, са Јерусалимом као главним градом. Краљевина Хашмонејаца бива уништена од стране Римљана 66. п. н. е., а израелски устанци 70. године после нове ере и 135. године после нове ере, осим физичког пустошења доводе и до присилног протеривања јеврејског становништва и почетка друге дијаспоре, која ће се завршити тек у 20. веку.

## Буђење јеврејске свести
Јеврејски народ је током дијаспоре очувао своју традицију, језик и културу као и посвећеност Земљи Израела која се огледала у првом реду у верским ритуалима и обредима. Када су Палестину заузели Арапи у 7 веку, у њој је још било око 400 000 Јевреја. Јеврејске заједнице су постојале у Галилеји, Јерусалиму, Јудеји и обалском делу земље. Велика страдања Јевреји су претрпели и током крсташких ратова. Након протеривања шпанских Јевреја, значајне јеврејске заједнице су створене у Цвату и Тиберији на Галилејском језеру. У Цвату се развила Кабала. Током 1840.тих година Јевреји постају поново већинско становништво у Јерусалиму. Ционизам се као политичка идеја о васпотавњаљу јеврејске државе у земљи Израела развио 80-их година 19. века. Основана су јеврејска насеља Петах Тиква 1878 (Врата наде) Ришон Лецион (Први у Циону) 1882, Зихрон Јаков 1890 и друга. Први ционистички конгрес у Базелу означио је прекретницу у борби за јеврејску државност. Тел Авив је основан 1909. године као први Хебрејски град. Поред изградње кибуца колективних насеља, Јевреји су почели изградњу индустрије, обрађивање пустиње и обнову Хебрејског језика и писма уз изградњу одбрамбених снага прво под именом Хашомер (чувари) потом Хагана (одбрана) из које ће се 1948. створити израелска војска.
Током 19. века међу европским Јеврејима долази до оживљавања националног идентитета, жеље за еманципацијом и повратком у Израел. Тако је створен покрет назван ционизам (његовим формалним оснивачем сматра се Теодор Херцл, 1897). Покрет је настао у Базелу у Швајцарској, где је одржан Први ционистички конгрес на којем је објављен циљ — у Палестини створити дом јеврејском народу, зајемчен јавним правом. Утемељена је Светска ционистичка организација (енгл. WZO). Покрет је добио име по брду на којем се налазио Јерусалимски храм (Цион или Сион), међутим, касније је тај назив симболизовао сам Јерусалим. Циљ овог покрета било је уједињење Јевреја у дијаспори и њихов повратак у Палестину. (Иако су се првобитно двоумили треба ли домовина да буде Аргентина или Палестина, 1906. на ционистичком конгресу одлучено је да то ипак буде Палестина).
Шериф Хусеин, емир од Меке, који се у то доба прозвао вођом палестинских Арапа, водио је тајну преписку са сер Хенријем Мекмејоном, британским високим повереником у Египту. Захтевао је потпуну независност арапских земаља под османлијском владавином, а Мекмејон му је потврдио да Велика Британија подржава жељу за независношћу свих арапских народа под влашћу Шерифа Хусеина.
Први Aliyah (повратак Јевреја) догодио се 1881. године. Већина усељеника подигла је нова јеврејска насеља. Број Јевреја поступно је растао као резултат даљих усељеничких таласа, посебно током Првог светског рата. Године 1914. у Палестини је живело 60.000 Јевреја (око 9% укупног становништва).

## Од Првог светског рата до 1948.

### Подручје за време Првог светског рата
Тајни преговори који су током фебруара 1916. вођени између Француске, В. Британије, Русије и Италије резултовали су тајним Сајкс-Пикотовим споразумом, којим је подељен блискоисточни део Османског царства.
Док се Руска Империја рушила услед привредног расула и бољшевичке револуције, а Америка још није била укључена у рат на страни сила Антанте, британски министар спољних послова Артур Балфор дана 2. новембра 1917. шаље писмо лорду Валтеру Ротшилду, представнику Енглеске федерације циониста. У њему му објашњава како британска влада повољно гледа на могућност успостављања националне домовине јеврејског народа на простору Палестине, но наглашава да се не сме чинити ништа што би нарушило статус осталих нејеврејских заједница на простору. Јерусалим су Британци видели као стратешки смештен градић на стецишту путева између Европе и Индије, севера и југа. Тада, у децембру 1917, Велика Британија де факто почиње да управља Палестином као окупациона снага. Убрзо после, 1918, Турци су избачени из Палестине заједничким снагама Британаца, Француза и Арапа. На мировној конференцији у Версају (1919) донета је одлука о будућности регије. Од мандата утврђеног уговором Друштва народа, Палестина прелази под директно британско туторство.
Убрзо након преузимања мандата, Британија одваја 76% мандатне Палестине и на тој територији оснива Трансјордан, на чело којег доводе свог саветника, хашемитског шерифа од Меке, који је изгубио борбу за власт у Арабији против породице Сауд. Јорданом и данас влада иста краљевска породица.

### Послератно раздобље и Други светски рат
Током двадесетих и тридесетих година и упоредно са усељавањем Јевреја и Арапа у мандатну Палестину, избијају сукоби и побуне палестинских Арапа. Арапи подижу побуне: 1922. па 1929. За време арапских побуна, Британци углавном стоје са стране (најпознатији пример арапског насиља у овој побуни су уништавање древног јеврејског насеља у Хеброну, у који се Јевреји враћају тек након рата 1967), упркос мандату Друштва народа, по којем су мандат над Палестином добили, како би на њеној територији, успоставили јеврејски национални дом. Британија почиње да ограничава јеврејско, али не и арапско усељавање.
Долазак нациста на власт у Немачкој (1933) појачава досељавање у Палестину. Арапи изазивају нереде у Јерусалиму и Јафи. Арапи се опиру насељавању Јевреја, што с временом кулминира у Арапској побуни 1936. Британци побуну гуше тек три године касније (њен вођа, јерусалимски муфтија хаџи Мухамед Амин ел Хусеини бежи у Берлин. Он ће, за време Другог светског рата, основати Ханџар дивизију). Британска влада шаље Пилову комисију (под вођством лорда Роберта Пила) која закључује да мандат више не функционише и препоручује поделу земље на две државе — јеврејску и арапску, и неутрално свето подручје којим би управљала Британија. Кроз две године Британија је, с Хитлером, на власти у Немачкој и с Другим светским ратом пред вратима, издала злогласну Белу књигу у којој значајно ограничава улазак Јевреја у Палестину, ограничавајући имиграције на број од 75.000 људи у идућих 5 година. Јевреји то виде као кршење Балфорове декларације и мандата.
За време рата дешавала су се многа легална и нелегална усељавања и даља поларизација две заједнице. Током холокауста у Европи, Велика Британија и САД нису прихватале јеврејске усељенике, па је њихова једина нада била Палестина. Као резултат тога, 1947. Јевреји чине 33% становника. Током година, Јевреји су стекли и много земље купујући је од Арапа.
Председник САД позива Британију да отвори палестинска врата 1945. за 100.000 Јевреја, који су преживели холокауст и послератне прогоне по Европи.

### План Уједињених нација 1947.
Године 1947. британска влада објављује да намерава да одустане од мандата и препусти питање Палестине Уједињеним нацијама. Посебна комисија усваја резолуцију 181. од 29. новембра 1947. и предлаже следећи план поделе:
- британски мандат Палестина дели се на две државе, арапску и јеврејску, повезане економском унијом и подручје Јерусалима под међународним надзором;
- јеврејска држава би обухватала 55% земље (укључујући пустињу Негев) са 498.000 Јевреја и наводно само 497.000 не-Јевреја. Одређени демографски подаци показују још гори однос по Јевреје и ОУН пошто су Арапи по њима требало да чине 51% становништва Израела;
- арапска држава би обухватала 45% земље са 807.000 не-Јевреја и 10.000 Јевреја;
- Јерусалимско подручје имало би 105.000 не-Јевреја и 100.000 Јевреја.

Док су Јевреји у Палестини прихватили план, палестински Арапи су га потпуно одбацили, јер су сматрали да читава територија припада њима. Јевреји су чинили већину само на подручју града Јафе док су у свих других 15 територијалних подручја Арапи били већина по попису становништва из 1945. године.

### Оснивање државе Израел
Када је 14. јуна 1948. завршен британски мандат, истог дана је проглашена држава Израел. Арапске земље су већ сутрадан у име заштите Арапа на овом подручју напале Израел. Избио је рат између Израела и следећих арапских земаља: Либана, Сирије, Египта, Трансјорданије, Саудијске Арабије и Јемена. Упркос тешкој ситуацији и неким почетним неуспесима, израелска војска показала се надмоћном па је у седмомесечном рату поразила арапске војске и преузела надзор над 78% остатка мандатне Палестине. Јудеја и Самарија су дошле под трансјорданијску контролу, и бивају анектиране под именом Западна обала, док сама Трансјорданија, након преласка реке, своје име мења у Јордан (анексију су признале Уједињено Краљевство и Пакистан); појас Газе заузима и анектира Египат. С подручја под израелским надзором избегло је или протерано између 520.000 људи (према израелским проценама), 900.000 људи (према арапским проценама) и око 720.000 по подацима ОУН-а. Истовремено, из арапских земаља је протерано између 800.000 и милион Јевреја; њих око 600.000 налази уточиште у Израелу.

## Борбе након 1948.

### Суец 1956.
Национализација Суецког канала (1956) пружила је Израелу прилику да нападне Египат како би привео крају терористичке нападе на граници. Након снажног америчког притиска и краткотрајне борбе, Израел је пристао да се повуче са Синаја уз обећање о ненападању и неометању пловидбе израелским бродовима у Акабском заливу од стране Египта.

### Шестодневни рат 1967.
До краја 1966. сукоби Израела и арапских суседа попримили су озбиљне размере. Осуда тих инцидената од ОУН била је неефикасна. Када је египатски председник Гамал Абдел Насер затворио Акабски залив за пловидбу, по међународном праву је објавио рат Израелу. Насер је покренуо египатске снаге ближе граници, а како би предухитрио били какав арапски напад, Израел је ударио први и уништио египатске снаге још у базама. Јордан и Сирија напале су Израел с подручја Јудеје и Самарије односно Западне обале и са Голанске висоравни. У мање од недељу дана Израел је од Египта окупирао појас Газе, читав Синај, од Јордана западну обалу Јордана и од Сирије Голанску висораван. Уследила је Резолуција Савета безбедности ОУН, која почива на билатералности и принципу „земља за мир“, а по којој се од Израела тражило да се повуче с одређених делова заузетих територија (унутар сигурних и одбрањивих граница) у замену за мир.

### Јом Кипур рат 1973.
Египатска војска је у изненадном нападу прешла Суецки канал 6. октобра 1973, но убрзо је поражена у покушају изненадног поновног заузимања Синаја. Психолошки учинак рата омогућио је историјску посету египатског председника Садата Израелу 1977. и мировне преговоре, који су кулминирали споразумом у Кемп Дејвиду, у којем се Израел, Египат и САД слажу да ће се Израел повући са Синаја, Египат признаје постојање Израела уз нормализацију односа, а споразум ће бити повезан са преговорима о аутономији Палестинаца на Западној обали и у појасу Газе.

### Припајање Голанске висоравни 1981.
Године 1981. израелска влада изгласава закон о службеном припајању Голанске висоравни Израелу.

### Палестинска ослободилачка организација у Либану
ПЛО, након неуспелог покушаја пуча у Јордану, бежи у Либан и користи га као базу за нападе на Израел. Израелска војска у неколико наврата напада и улази у Либан (1978. и 1982), из којег се повукла крајем 1982, али је задржала контролу над појасом од десет миља на југу земље.
Као резултат акције, ПЛО напушта Либан и своје упориште успоставља у Тунису.

### Прва интифада
У децембру 1987. започиње побуна као спонтана провала протеста међу Палестинцима на окупираним подручјима против двадесетогодишње окупације. Интифада је започела кад су деца и омладина изашли на улице бацајући камење и запаљиве бомбе на израелске војнике и кад је упућен позив на генерални штрајк. Тим протестом Палестинци су желели да покажу да они нису наоружан народ, већ да једноставним бацањем камења, демонстрацијама и штрајковима могу да проузрокују знатне штете Јеврејима. Верује се да је интифада помогла у започињању мировног процеса у Мадриду 1991. Протест се завршио у септембру 1993. године.

### Проглашење државе Палестине
Дана 15. новембра 1988. на састанку у Алжиру Палестинско национално веће објавило је Декларацију о независности, успостављајући тиме државу Палестину на окупираним подручјима. Истог дана Јордан се одрекао Западне обале у корист Палестинаца, јер је на простору још увек већина становника била палестинске националности. Проглашење Палестине значило је признавање ОУН резолуције 181. тј. поделе простора из 1947, прихватање начела подељености, признавање решења обеју држава и напуштање тероризма. Убрзо је 55 земаља признало палестинску државу. Израелска влада је реаговала у априлу 1989. са предлогом о слободним изборима на Западној обали и у појасу Газе који би водили ка прелазној самоуправи.

### Кувајт и Заливски рат
Широко распрострањено мишљење око напада Ирака на Кувајт било је да крајњи циљ напада нису ни погранични спорови ни нафта, већ уједињење свих Арапа и њихових снага у борбу против Израела. Арафатова подршка ирачкој инвазији уназадила је палестински случај за много година. Палестинци су у Садаму Хусеину видели снажног човека који има моћ и храброст да се супротстави Израелу и САД.

## Мировни процес

### Мадрид 1991.
Америчка иницијатива довела је до сазивања тродневне конференције у Мадриду (1991) због израелског непризнавања ПЛО-а, Палестинци су били укључени као чланови јорданске делегације, али су могли да делују независно. Водила се велика расправа, поготово око формуле „земља за мир“. Две стране су се сложиле да наставе расправе следећих месеци. Екстремистичке палестинске групе попут Хамаса и Исламског џихада осудиле су процес као распродају Палестине а, услед потписивања Споразума, Арафата је оставио дугогодишњи савезник и саветник Едвард Саид.

### Осло I
У време мадридског процеса, посредством норвешке владе почели су тајни преговори у Ослу, који су финализирани споразумом Осло I, потписаним од стране Јицака Рабина и Јасера Арафата у Белој кући 13. септембра 1993. Споразумом је договорено поступно израелско повлачење из Газе и Јерихона и препуштање управе Палестинској Самоуправи. Највећи успех је био признавање ПЛО-а као представника Палестинаца, а ПЛО је формално признао право Израела на постојање, иако још увек није промењена повеља, у којој позива на уништење Израела. Снажно противљење споразуму међу Палестинцима довело је до снажења тероризма, који се огледао у почетку самоубилачких напада на цивилне циљеве (аутобусе, ресторане и слично).

### Осло II
У септембру 1995. године уследио је споразум Осло II који је заменио све дотадашње споразуме. Западна обала је подељена на 4 зоне, а предлог је био неприхватљив и Палестинцима и Израелцима. Резултат споразума је било убиство Јицака Рабина од стране израелског екстремисте Јигала Амира дана 4. новембра 1995. године.

## Наставак сукоба
У јулу 2000. председник САД Клинтон угостио је израелског премијера Ехуда Барака и председавајућег Палестинске Самоуправе Јасера Арафата у Кемп Дејвиду како би постигли коначно решење проблема. Израелско тумачење је да су Палестинци одбили великодушне уступке, а палестинско тумачење је да Израел није понудио довољно. Током предизборне кампање за израелски парламент Кнесет, Аријел Шарон, вођа Ликуда, посетио је остатке јеврејског Другог Храма на Брду Храма у Јерусалиму дана 28. септембра 2000, а пратило га је хиљаду полицајаца. Истакао је да Израел никада неће одустати од права на Брдо Храма, а Барак је највероватније одговарао Шарона од посете. Палестинци су то искористили како би покренули унапред припремљену Другу интифаду, која траје и данас. У њој су Палестинци изашли на улице у протесту који је постајао све насилнији, с наставком бомбашких самоубистава, започетих 1994. године, која су проузроковала смрт многих израелских цивила. Припадници Хамаса укључени су у нападе на јеврејске насељенике, а Израелци врше притисак на Палестинце ограничавајући им кретање и затварајући границе.